# Ekströms
Ekströms är ett svenskt varumärke för framförallt olika typer av pulverprodukter. Detta inkluderar chokladpudding, vaniljsås (bland annat under namnet Marsán), fruktsoppa, saftsoppa, nypon- och blåbärssoppa och ett flertal olika desserter på den svenska marknaden. 
Ekströms var inledningsvis företaget Ekströms Livsmedelsprodukter AB, grundat i Örebro 1848 av farmaceuten Henrik Eberhard Ekström (1821-1883) under namnet Ekströms Kemisk-tekniska Fabrik, senare Ekströms livsmedels AB. Ursprungligen framställdes medicinpreparat, parfymer, krämer med mera. Tillsammans med vinhandlaren K E Eklind startade Ekström sedan en mineralvattensfabrik. Några år senare köpte Eklind Ekströms andelar i företaget, men anställde honom som chef för laboratoriet.
Sortimentet växte. Man analyserade ett amerikanskt jästpulver och började efter dessa erfarenheter framställa ett nästan likadant, som började säljas under namnet "Ekströms bakpulver". Företaget började också som ett av de första i landet att framställa choklad i pulver och kakor.
Eklinds dotter gifte sig med en kemiingenjör Svensson, vars släkt (senare med namnet Bergå) länge ägde företaget. 1995 kom det ingå i Procordia Food (Eslöv) vilket numera tillhör livsmedelsföretaget Orkla Foods Sverige.
Ekströms varumärke, "Ekströmsgubben", introducerades 1907. Den är ritad av Eklinds svärson, konstnären Sigge Bergström (1880-1975), med svärmodern, Eklinds hustru Josefina Eklind (född Conti), som modell.